# Индоарийские миграции
Индоари́йские мигра́ции — гипотетические доисторические миграции индоевропейцев в Индию, где они осели на северо-западе этого субконтинента (территория современного Пакистана) и далее распространялись по всей северной части Индии. Гипотезы о ранних миграциях ариев в Индию сложились преимущественно на основании лингвистических доказательств, а также этнографического анализа ведийской религии, ритуалов, поэзии, социальной организации и распространения колесниц в Древней Индии, характерных для вооружения раннеиндоевропейских племён. В то же время, результаты ряда проведённых в 2000-е годы генетических исследований свидетельствуют о том, что вклад пришлого населения в генофонд популяций Индостана очень значителен, носителей гаплогруппы R1a1 доходит до 46 % в высших кастах Индии, таких как кшатрии и брахманы. Общность некоторых Y-хромосомных гаплогрупп для индийских и центральноазиатских популяций объясняется их древним соседством или (в случае с восточноевропейской гаплогруппой R1a) гораздо более древними, чем индоарийские, миграциями ледниковой и постледниковой эпохи.
Индоарии, переселившиеся в древности в Индию, представляли собой часть протоиндоиранских племён, происхождение которых связывают с поселением бронзового века Синташта и андроновской археологической культурой к востоку от Каспийского моря. Эпоха миграций совпадает с серединой/концом бронзового века и позднехаррапской цивилизацией в Индии (1700—1300 гг. до н. э.).
Под влиянием ранних индоарийских переселенцев за Гиндукуш (в начале новой эры была ещё одна волна миграций индоевропейских народов в Индию, связанная с кушанской экспансией) в Южной Азии сложилась ведийская цивилизация раннего железного века. В этот период индоарийское население постепенно распространялось на восток, в долину Ганга, где образовалось царство Кошала и другие ранние государственные образования. Археологически этой эпохе соответствуют культура чёрной и красной керамики и культура серой расписной керамики.

## Лингвистика
Согласно законам лингвистики, наиболее вероятным регионом происхождения языкового семейства является та географическая область, в которой наблюдается наибольшее разнообразие его языков и диалектов. В Индии получила распространение лишь одна ветвь индоевропейских языков, индоарийская, что исключает этот субконтинент из списка вероятных регионов происхождения данного языкового семейства и указывает на появление индоевропейцев в Южной Азии в результате миграции из района более раннего расселения. Регион Центральной и Восточной Европы, напротив, является родным для большой группы индоевропейских языков, включая италийские, греческий, албанский, иллирийские, германские, фракийские, балтийские и славянские. Ряд гипотез о происхождении индоевропейских языков указывают, что они зародились поблизости от Чёрного моря,
В то же время гипотеза об исходе индоевропейцев из Индии выводит происхождение индоевропейцев из Южной Азии. Основанием этому служит ряд генетических исследований, исследований и сравнений материальных культур. Проблематика трактования литературного источника Ригведа также имеет спорные мнения и датировка данного произведения разными исследователями сильно различается. В плане географии стоит принимать во внимание, что Теория исхода из Индии — это по сути теория исхода из Южной Азии, а это современные территории таких стран, как Пакистан, Индия, Бутан, Непал, Бангладеш. Также относящаяся к истории Древней Индии — Индская — Хараппская цивилизация, преемственность которой с индийской культурой доказана археологами при раскопках в долине рек Инд и Ганг — находилась на территориях нынешних Индии, Пакистана и части Афганистана.
Стивен Оппенгеймер выдвинул теорию о южноазиатском происхождении Гаплогруппы R1a (Y-ДНК), которая является одним из маркеров для прослеживания миграций индоевропейцев. Теория предполагает происхождение этой гаплогруппы в Южной Азии около 36 тыс. лет назад, а уже оттуда она начала своё распространение. Гипотеза основана на разнообразии субкладов гаплогруппы и большом числе их носителей в Пакистане, Северной Индии и Восточном Иране,
В процессе распространения индоевропейских языков среди них возникали те или иные особенности, унаследованные большими или меньшими их группами. Например, в некоторых падежах множественного числа германские и балтославянские языки используют окончания со звуком м- (сыны — сынами). Часть индоевропейских языков числительное сто начинает звуком с (группа сатем), другая часть — звуком к (группа кентум). Наибольшее разнообразие подобных признаков наблюдается в предполагаемом районе происхождения языкового семейства — в Центральной и Восточной Европе. В Индии такого разнообразия нет, что делает происхождение всех языков этого семейства в Южной Азии маловероятным.
До появления в Индии ариев здесь были распространены языки других семейств, что также служит доказательством пришлого характера носителей индоевропейских языков. В классический индоевропейский язык Индии — санскрит — попало около 500 слов постороннего происхождения, заимствованных, по-видимому, из дравидского, мунда и других языков. Многие из них употреблялись даже в ритуальных целях. Кроме того, у санскрита и неиндоевропейских языков Индии много общего в морфологии и синтаксисе, в то время как в других индоевропейских языках, включая родственный санскриту древнеиранский язык, такие черты отсутствуют.

## Археология
Существующие археологические данные не подтверждают гипотезу о единовременном массированном вторжении индоариев и вообще индоевропейцев в Индию в доисторическую эпоху. Напротив, они указывают на серию постепенных изменений местных культур в сторону «европеизации».
Хотя в целом социальная и экономическая жизнь заметно изменились, между доисторической и исторической эпохой в Индии наблюдается преемственность как в технологиях и образе жизни, так и в региональной символике, что означает сохранение местного населения и исключает его полную замену пришельцами. Ранее упадок доисторических цивилизаций Индии и внезапную урбанизацию долины Ганга объясняли вторжением орд индоариев. Однако в настоящее время такая интерпретация считается результатом некритического прочтения древних текстов и упрощённого понимания существа перемен, произошедших в индийской культуре. В то же время, отсутствие археологических доказательств вторжения извне не означает, что такого вторжения не было. Многие подобные вторжения, зафиксированные современниками в исторических документах, например, нашествие гуннов в Европу, также не оставили археологических свидетельств.
Теория об «арийском вторжении» на территорию Южной Индии была оформлена в 1953 году. Археолог Мортимер Уилер предположил, что спад Хараппской-Индской культуры мог быть вызван вторжением одного из индоевропейских племён из Центральной Азии — ариев. В доказательство он привёл группу из 37 скелетов, найденную в разных частях Мохенджо Даро и упоминания в Ведах о битвах и крепостях. Однако вскоре другие учёные отвергли теорию Уилера, поскольку скелеты принадлежали периоду, когда город уже был заброшен. Дальнейшие исследования скелетов проведённые Кеннетом Кеннеди в 1994 году, показали что «травмы» на черепах, это не травмы, а следы от эрозии.
С миграциями индоиранских народов связывают андроновскую, маргианскую, язскую, гандхарскую культуры, сейминско-турбинский феномен, культуру кладбища H, культуру охряной расписной керамики, культуру серой расписной керамики и некоторые другие. По лингвистическим данным, отделение индоариев от протоиндоиранских племён произошло между 2000 и 1800 гг. до н. э. Последние достигли Ассирии на западе и Пенджаба на востоке до 1500 г. до н. э. В Маргиане они появились не позднее 1700 г. до н. э. Ареал культуры кладбища Н и гандхарской культуры считается регионом наиболее раннего расселения индоариев в Индии, соответствующим периодам около 2000—1800 гг. и 1700—1400 гг. до н. э.
Распространённое мнение об индоиранской принадлежности носителей андроновской культуры оспаривают те, кто указывает на различия в похоронном обряде у жителей степей к северу и оазисов к югу от реки Амударья. Сторонники индоиранской теории, напротив, указывают на общие черты и синхронность северных и южных культур. Промежуточную позицию занимают авторы, считающие, что в Средней Азии индоиранцы восприняли маргианскую культуру, но сохранили свой язык и религию, которые впоследствии принесли в Индию и Иран.
Причины, по которым маргианские артефакты оказались в погребениях долины Инда, неизвестны. С одной стороны, это может свидетельствовать о миграции населения из Средней Азии в Индию, а с другой — наличием товарного и культурного обмена между этими регионами. Так или иначе, находки маргианских артефактов в Индии, соответствующей эпохе проникновения индоариев на юг, подтверждают наличие контактов между севером и югом.
Миграция индоариев в северный Пенджаб по времени совпадает с окончательным угасанием индской цивилизации. Многие авторы считают, что историческая ведийская культура появляется на развалинах предшествующей цивилизации как результат слияния этносов, индоариев и местного населения. Действительно, материальная культура охряной расписной керамики свидетельствует о взаимовлиянии коренных жителей и иммигрантов. Однако в литературе (Риг-веда) пережитки индской культуры не столь значительны, а военное противостояние вторгшихся кочевников и жителей местных городов всячески подчёркивается. Около 1900 г. до н. э. многие города Пенджаба опустели, хотя одновременно появилось много новых поселений, а города в соседних регионах даже разрослись. Массовое переселение могло быть вызвано не только войной, но и климатическими изменениями. Так, в это время произошло изменение русла реки Инд, сопровождавшееся масштабным наводнением.
Наиболее значительные культурные изменения имели место в долине реки Сват (Пакистан). Здесь ок. 1800 г. до н. э. появилась новая археологическая культура — гандхарская. Кроме керамики нового типа и ранее неизвестных здесь лошадей здесь появились и новые погребальные обряды, соответствующие описаниям ведийской литературы и определённо идентифицируемые как индоарийские. В том числе появились погребения с лошадьми, что характерно также для андроновской культуры, хотя характер погребений несколько иной и самобытный.

## Письменные источники

### Митанни
Самые ранние письменные источники, свидетельствующие о проникновении индоиранских племён, найдены на территории современной Сирии. Существовавшее здесь во II тысячелетии до н. э. государство хеттов вело переговоры с соседним государством Митанни. В тексте одного из договоров с хеттами царь Митанни клянётся именами множества богов, среди которых упоминаются и божества Вед. Официальным языком Митанни был хурритский, но часть населения этого государства говорила на арийском языке и исповедовала ведийскую религию. Личные имена митаннийской аристократии также нередко указывают на их происхождение от индоиранских предков.
Вместе с ариями на Ближний Восток попали их лошади, и в обоих государствах терминология коневодства была заимствована из арийского языка. Она имеется в специальном руководстве для колесничих, написанном на хеттском языке неким Куккули Митаннийским.

### Риг-веда
Ригведа или книга гимнов представляет собой древнейшую часть ведийской литературы, созданную в тот период, когда индоарии ещё оставались кочевниками, и в центре их религии были культы Сомы и Агни. Она написана с ритуальными, а не историографическими или этнографическими целями, и любой исторический контекст в Ригведе может быть выявлен лишь посредством сложного научного анализа.
В книге упоминаются укрепления из глины и дерева (палисады), которые возводили враждебные индоариям народы. Арийский бог Индра описан как разрушитель городских укреплений. Сами индоарии жили в неукреплённых селениях, не имели письменности (Ригведа первоначально передавалась изустно), кораблей и политической организации. Товарообмен обычно включал скот, то есть денег индоарии тоже не знали. Функции их вождей ограничивались ведением войны и религиозными ритуалами.
Несмотря на пасторальный характер общества, в тексте нет каких-либо указаний на миграции из отдалённого региона или упоминаний о покинутой исторической родине. Все описанные события происходят в Пенджабе, и лишь смещение центра событий в долину Ганга, произошедшее в более поздних ведийских текстах, может быть интерпретировано как расселение носителей культуры из Пенджаба на восток.

### Авеста
Авесту, главный религиозный текст иранских зороастрийцев, объединяет с ведийской религией культ божества Митры и галлюциногенного напитка сомы или хаомы. В то же время индоиранское понятие дэва в индоарийском означало бог, а в древнеиранском — демон, и наоборот, древнеиранское ахура (бог) соответствует индоарийскому  асура (демон). Некоторые авторы считают, что это отражает религиозное противостояние между индоарийскими и древнеиранскими племенами и что Ригведа и древнейшая часть Авесты были созданы в одну и ту же эпоху раскола индоиранских племён. В Авесте упоминается географический регион, где жил пророк Заратустра и его первые последователи. Разные авторы усматривают в нём разные области Азии, но в основном помещают его между Аральским морем, горами Гиндукуш и восточным Ираном.